# Josip Balović
Josip Balović, visoki lokalni dužnosnik u Perastu u godinama prijelaza vlasti.

## Životopis
Rođen u hrvatskoj patricijskoj obitelji iz Perasta, u obitelji sa šestero djece. Sin Marka i brat Andrije Balovića. Nećak Julija Balovića.
Bio je sudac, kapetan i prokurator u komunalnom životu Perasta. Dužnosti je obnašao u turbulentnim godinama kad su se izmijenile mletačka, Napoleonova francuska i habsbruška vlast. Počeo je u godinama kad je propala Mletačka Republika. 1797. je godine zastupao grad Perast kod generala Matije Rukavine. Dužnosti je obnašao sve 1814. godine kad je ponovo uspostavljena habsburška vlast.